# Forsteronia refracta
Forsteronia refracta är en oleanderväxtart som beskrevs av Müll. Arg.. Forsteronia refracta ingår i släktet Forsteronia och familjen oleanderväxter. Inga underarter finns listade i Catalogue of Life.